# Horacio Salaberry
Horacio Salaberry (n. Colonia del Sacramento, Uruguay; 3 de abril de 1987) es un futbolista uruguayo nacionalizado ecuatoriano. Juega como defensa y su actual equipo es Cerro de la Primera División de Uruguay.

## Trayectoria
Jugó en el cuadro del Pifa Rodino en formativas, compartió plantel con Pedro Petrulo y tiró paredes con Parodi que ya era viejo.

### Mushuc Runa
A mediados del 2012 emigra a Ecuador para jugar por Mushuc Runa para jugar el Campeonato Ecuatoriano de Fútbol Serie B 2012. En los 6 meses que jugó anotó 4 goles.

### Liga de Portoviejo
Jugó todo el 2014 por Liga de Portoviejo siendo una de las principales figuras del club, incluso llegando a anotar 6 goles.

### Aucas
En el 2015 llegó al Sociedad Deportiva Aucas donde logró clasificarlo a la Copa Sudamericana 2016. Aquí jugó al lado de su compatriota Sebastián Abreu. Fue uno de los máximos goleadores del equipo con 9 goles.

### Independiente Santa Fe
El 3 de julio de 2016, en su debut con Independiente Santa Fe, en partido contra el Boyacá Chicó.

### Liga Deportiva Universitaria
El 16 de diciembre del 2016 se confirma que el jugador uruguayo será parte del plantel albo en el 2017. Marcó un gol de tiro libre en la derrota 2 a 3 frente a Macará por la 12.ª fecha. A segundos de terminar el partido contra Bolívar por la Copa Sudamericana, el 2 de agosto de 2017, marcó un gol de cabeza que igualó la serie, y dio paso a la clasificación de LDU a la siguiente fase. Curiosamente falló un penalti en la serie final. Llegó hasta los octavos de final de la Copa Sudamericana 2017 donde fue eliminado por Fluminense.

## Clubes
| Club                   | País     | Año         |
| ---------------------- | -------- | ----------- |
| Defensor Sporting      | Uruguay  | 2008 - 2009 |
| Rentistas              | Uruguay  | 2009 - 2010 |
| Plaza Colonia          | Uruguay  | 2010 - 2012 |
| Mushuc Runa            | Ecuador  | 2012        |
| Plaza Colonia          | Uruguay  | 2013        |
| Liga de Portoviejo     | Ecuador  | 2014        |
| Aucas                  | Ecuador  | 2015 - 2016 |
| Independiente Santa Fe | Colombia | 2016        |
| Liga de Quito          | Ecuador  | 2017 - 2019 |
| C. A. River Plate      | Uruguay  | 2020        |
| Guayaquil City F. C.   | Ecuador  | 2021        |
| C. A. River Plate      | Uruguay  | 2022 - 2024 |

## Palmarés

### Campeonatos nacionales
| Título                 | Club          | País     | Año  |
| ---------------------- | ------------- | -------- | ---- |
| Torneo Finalización    | Santa Fe      | Colombia | 2016 |
| Campeonato Ecuatoriano | Liga de Quito | Ecuador  | 2018 |

### Campeonatos internacionales
| Título           | Club     | País           | Año  |
| ---------------- | -------- | -------------- | ---- |
| Copa Suruga Bank | Santa Fe | Kashima, Japón | 2016 |